# Oorlogsherinneringsmedaille 1914-1918 (België)

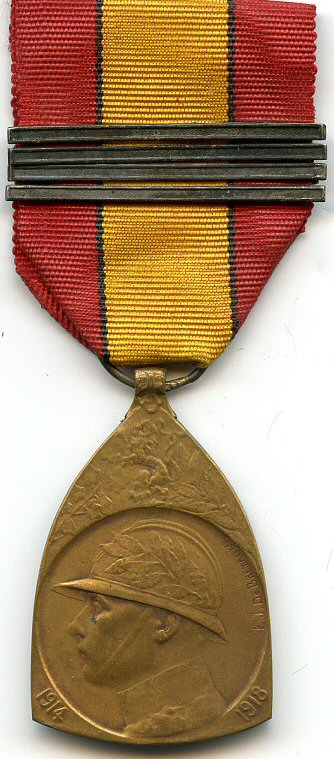

De Oorlogsherinneringsmedaille van de Eerste Wereldoorlog (Frans: Médaille Commémorative de la Guerre 1914–1918) was een Belgische herdenkingsmedaille voor de oorlog die op 21 juli 1919 bij koninklijk besluit werd ingesteld en werd uitgereikt aan alle leden van de Belgische Strijdkrachten die dienden tijdens de Eerste Wereldoorlog en die in aanmerking kwamen voor de Overwinningsmedaille (België).

## Uiterlijk
De Belgische Oorlogsherinneringsmedaille werd geslagen uit brons. Hij was 47 mm hoog, 31 mm breed en driehoekig van vorm met afgeronde zijkanten. Op de voorzijde staat een reliëf met het linkerprofiel van een gehelmde soldaat in een cirkelvormige uitsparing met een diameter van 29 mm. De helm is versierd met lauweren. Tussen de ronde uitsparing en de linkerbenedenhoek staat de reliëfdatum "1914" In de rechter benedenhoek staat de reliëfdatum "1918". In de bovenste hoek van de driehoek, boven de ronde uitsparing, staat een reliëfafbeeldingen van een ongebreidelde leeuw met links een eiken tak en rechts een laurier tak. Op de keerzijde, nabij de bovenkant, is het reliëfbeeld van een kroon omringd door dezelfde takken als de leeuw op de voorzijde aangebracht. Onder de kroon staat reliëf met halfronde inscriptie in het Frans op twee rijen boven de grote reliëfdata "1914 - 1918": "MEDAILLE COMMEMORATIVE / DE LA CAMPAGNE" Deze inscriptie is herhaald in het Nederlands onder de data “1914 - 1918”: "HERDENKINGSMEDAILLE / VAN DEN VELDTOCHT".

## Notabele ontvangers
De personen in onderstaande lijst ontvingen de Oorlogsherinneringsmedaille: 
- Albert I van België
- Jean-Baptiste Piron
- Victor van Strydonck de Burkel
- Antonin de Selliers de Moranville
- Émile Dossin de Saint-Georges
- Gérard Leman
- Jules Jacques de Dixmude
- Armand De Ceuninck
- Antoine Depage